# Mars One
Mars One (en català Mart U) va ser un projecte privat per a muntar una colònia permanent d'humans al planeta vermell, Mart, cap a l'any 2023. Aquest projecte va ser portat per l'investigador neerlandès, Bas Lansdorp. El pla era portar satèl·lits de comunicació al planeta el 2018 i després de diverses etapes, finalment llançar el 2022 un primer equip d'humans a Mart, arribant l'any 2023 perquè hi visquin permanentment i enviar un nou equip de quatre astronautes cada dos anys després de l'enviament inicial.
El projecte ha esdevingut un "reality show" per assegurar patrocinadors i inversors. Però, en l'àmbit científic hi ha crítiques que suposen dubtes sobre l'èxit del projecte, pel que es suggereix que es tracta simplement d'un programa de la televisió.

## Duració del viatge
Mart està a més de setanta milions de quilòmetres de la Terra, el que suposa més de 180 vegades la distància a la Lluna. En temps parlaríem d'un viatge entre 6 i 7 mesos. Passant per on ningú ha passat mai, de manera que una avaria seria fatal. A banda de la despesa de combustible.

## La radiació
Els elegits estaran en l'espai exterior i posteriorment a Mart. Cap dels dos protegeix de les radiacions del Sol, que com bé se sap no són gens bones, de manera que el risc de l'aparició de càncer augmenta bastant.

## Les comunicacions
Amb la tecnologia actual, es dependria únicament, dels satèl·lits de comunicacions. Les sondes ja enviades disposen d'aquests sistemes però són insuficients per a una comunicació a gran escala. Un altre tema important a què s'enfronten i aquest sí que és inevitable, és el retard de propagació. S'estima que en un cas en què la Terra i Mart siguin a un punt molt allunyat com 380 milions de quilòmetres i afegint-hi que pel mig hi és el Sol, el retard de propagació seria de més de 20 minuts.

## L'energia
Es pretén obtenir energia a través del Sol. Clarament en augmentar la distància, la quantitat d'energia que arriba és bastant inferior, afegint que hi ha moltes partícules d'òxid de ferro suspeses en l'atmosfera marciana, el que complica la seva recepció a la superfície. A més la conversió solar-elèctrica no és perfecta. Hi ha un paràmetre anomenat eficiència que ens dona el percentatge d'energia solar convertida en elèctrica i que se situa entre el 40 i el 80%. Els panells solars també serien enviats amb anys d'antelació respecte a l'arribada dels astronautes.

## Projecte sense tornada

### Fisiologia humana
Els efectes d'una gravetat diferent de la de la Terra, canvien completament el cos humà. Els ossos són porosos, i la manca de gravetat faria que aquests es comprimissin més, de manera que davant d'una volta al planeta Terra, simplement el cos no ho suportaria. També la pèrdua de gravetat afecta d'una manera molt important a la massa muscular, reduint aquesta ostensiblement tot fent grans quantitats d'exercici.

### La física
La velocitat d'escapament (velocitat necessària per escapar de la gravetat d'un planeta) és de 5 km / s una mica menys de la meitat que la de la Terra (és directament proporcional a la gravetat del planeta i del seu radi). Com probablement tots hàgiu vist un enlairament d'un transbordador, us podeu imaginar la quantitat necessària d'energia i combustible per produir aquest enlairament. Amb la tecnologia i recursos que es pensen enviar inicialment això resultaria impossible, encara que si el projecte prospera amb el pas dels anys (molts), podria realitzar-se sense problemes.